# Svatý Emerich
Svatý Emerich (Imrich, maď. Imre, lat. Emeric, Emericus, Hemmericus, Emmerich, 1000/1007? – 2. září 1031) byl uherský kníže z dynastie Arpádovců, prvorozený syn prvního uherského krále sv. Štěpána I. a jeho manželky, královny Gisely Bavorské. Jeho dědečkem po matce byl bavorský vévoda Jindřich II. Svárlivý z dynastie Otonů.

## Etymologie jména
Jméno Emmerich je spojením dvou germánských (původně visigótských) obsahových částí: Emme (Alme) s významem obecnosti a Rich vládce, vlastník. Celkem by odpovídal slovanský tvar *Vesvlad resp. Vladimír. Jméno má v různých jazycích různé podoby - Emeric, Emery, Emory, Emrik, Americus, Amerigo.

## Rozšíření jména
Úcta ke svatému Emerichovi vedla k tomu, že se jméno ve formách Emery, Emory, Emrik, Americus, Amerigo, Americo rozšířilo po celé Evropě souběžně se jménem Heinrich jeho dědečka, císaře Jindřicha II. Jménem v italské variantě byl pokřtěn florentský mořeplavec Amerigo Vespucci, po kterém nazval jeho kartograf nově objevený a Vespucim identifikovaný světadíl America.

## Život

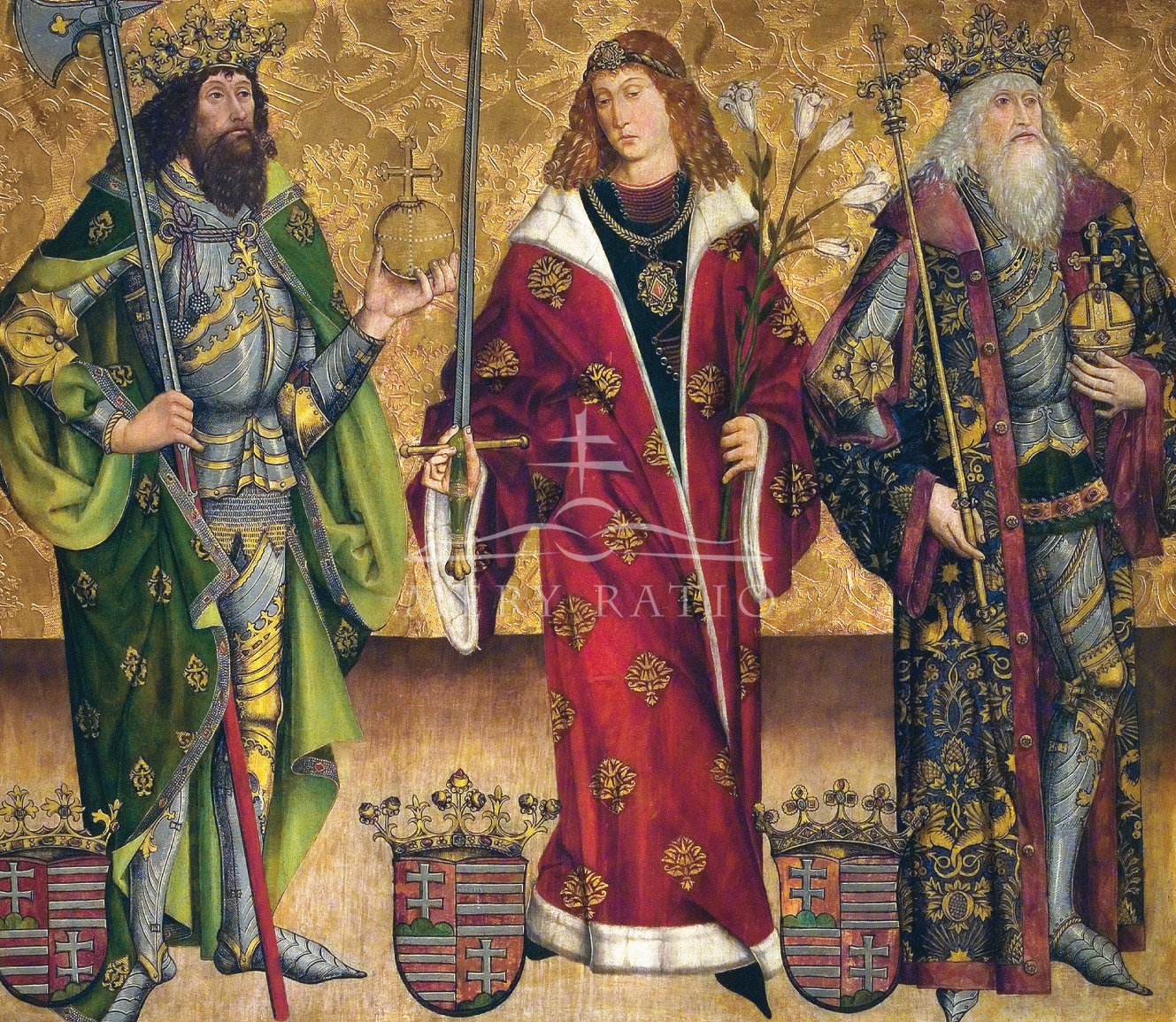
Svatí uherští patroni Ladislav, Emerich a Štěpán, 1478, Spišská Kapitula

Výchovu a vzdělání svého syna a nástupce na trůn svěřil sv. Štěpán I. benediktinskému podle legendy mnichovi sv. Gerardovi (Gellértovi z Čánadu), pozdějšímu čanádskému biskupovi a klášteru benediktinů v Pannonhalmě.
Imrich byl údělným knížetem v Nitře. Štěpán I. měl v úmyslu předat mu vládu v Uhersku ještě za svého života. Na následky zranění způsobeného divočákem při lovu v Bakoňském lese u kláštera Bákonybél však Imrich zemřel roku 1031 . Jediným historickým pramenem k jeho životu jsou Hildesheimské anály. Další příběh byl vytvořen uherskými legendami.
Imrich byl pohřben v Mariánské bazilice v Székesfehérváru, stejně jako o sedm let později jeho otec. Byl kanonizován zásluhou krále Ladislava I. v roce 1083 papežem sv. Řehořem VII. a spolu s ním byli svatořečeni i jeho otec král sv. Štěpán I. a jeho vychovatel biskup sv. Gerard. K tomuto aktu byly jejich ostatky vyzdviženy z hrobu na oltář.

## Svátek
V kalendáři římskokatolické církve na Slovensku připadá jeho svátek na 5. listopad, v jiných zemích na 4. listopad.

## Úcta a kult
Emerichův hrob v Mariánské bazilice v Székesfehérváru se stal předmětem úcty po roce 1083. Během 15.-16. století byl osmanskými Turky vypleněn a během 18.̠a 19. století obnoven. K nejstarším památkám patří gotická freska v Assisi, gotický oltář ve Spišské Kapitule a stříbrný gotický relikviář v pokladnici katedrály v Ostřihomi, jehož objednávka byla připisována sv. Ladislavovi.

## Ikonografie
Emerich bývá vyobrazen jako dítě či mladý rytíř, hlavním ikonografickým atributem je lilie jako symbol mravní čistoty, a knížecí koruna korunního prince. Jeho kult byl vždy spojen s jeho otcem a dalšími panovníky – patrony Uherského království. Vyobrazen bývá také jako dítě, odevzdané na výchovu benediktinům, zaslíbené Panně Marii. V legendárních scénách se objevuje při nehodě na lovu. Jeho vyobrazení se vyskytuje se v zemích bývalé Uherské koruny, zemích uherského vlivu. Jméno se za vlády císaře Jindřicha II. a za vlády uherských Anjouovců rozšířilo také v Německu, relikviář sv. Emericha je chován v dómské pokladnici v Cáchách. Emerich patřil k patronům uherských benediktinů.

### Výběr movitých památek
- Simone Martini: gotická freska z kostela v Assisi, 14. století
- Svatí uherští panovníci Ladislav, Emerich a Štěpán, oltářní křídlo, 1478, Spišská Kapitula
- Oltářní obraz z kostela sv. Emericha v Pátech: Svatý Štěpán předává malého Emericha do výchovy sv. Gellértovi a benediktinům do kláštera v Pannonhalmě, nad scénou v oblacích žehná sv. Anastázius (Radla), zakladatel kláštera. Obraz kolem roku 1875 namaloval Károly Jakobey, z kostela v Pátech byl po roce 1956 předán do Regionálního muzea v Székesféherváru, kde je dosud.
- Svatí Vojtěch, Martin z Tour, Štěpán I. a jeho syn Emerich se štíty jako patroni proti Turkům, nad nimi v oblacích sv. Ladislav klečí před Pannou Marií a Ježíškem. Barokní oltářní obraz z jezuitského kostela sv. Ignáce v Győru, 1642
- Oltářní obraz sv. Štěpána, která zaslibuje svého syn Emericha Panně Marii; Bratislava, dóm
- Sochy uherských patronů (sv. Vojtěch, Anastázius, Štěpán a Emerich) s Pannou Marií na severním portálu katedrály v Košicích, 19. století

### Výběr kostelů
- Kostely sv. Emericha

## Vyobrazení

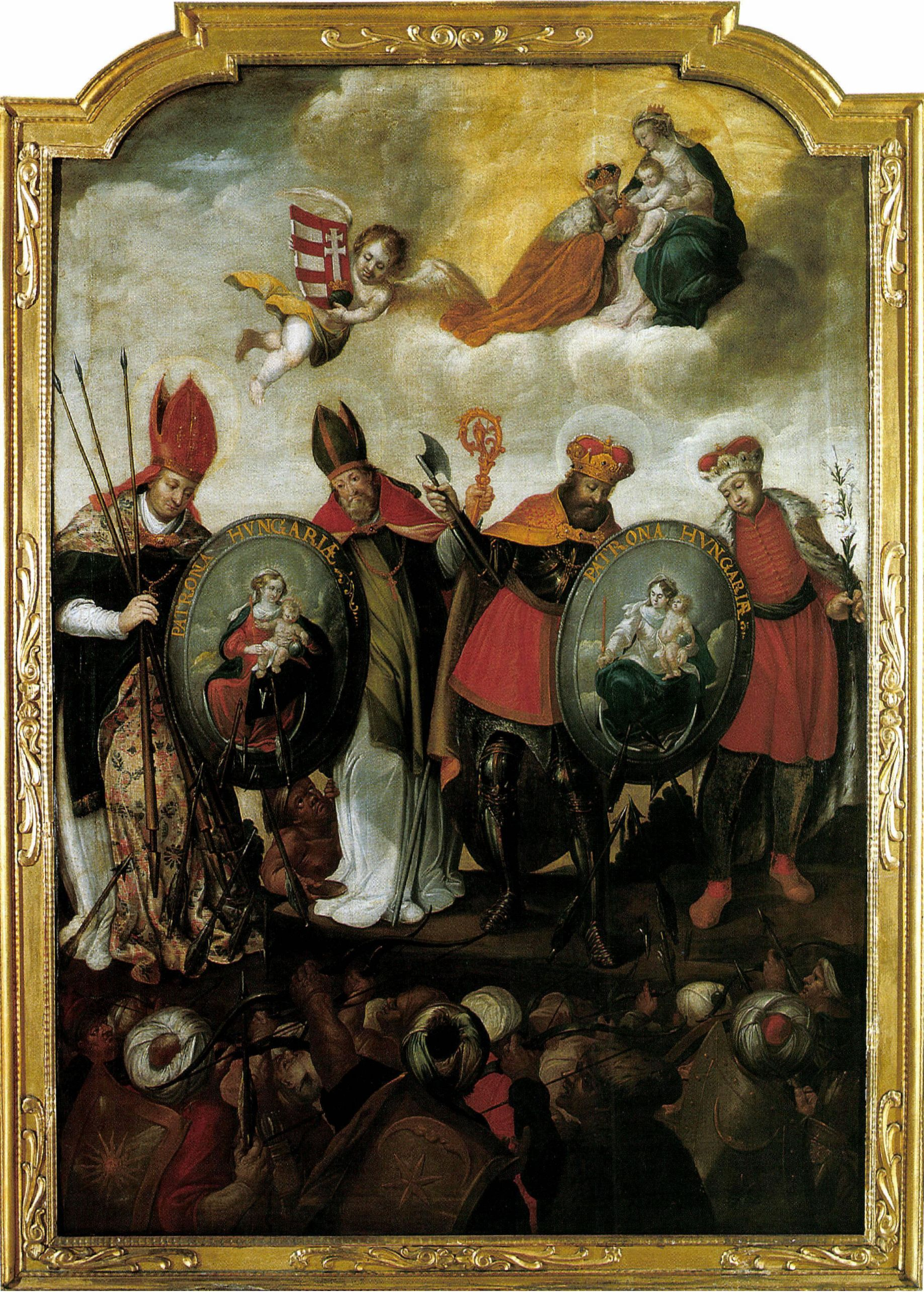
Sv. Vojtěch, Martin, Štěpán a Emerich, Győr, 1642
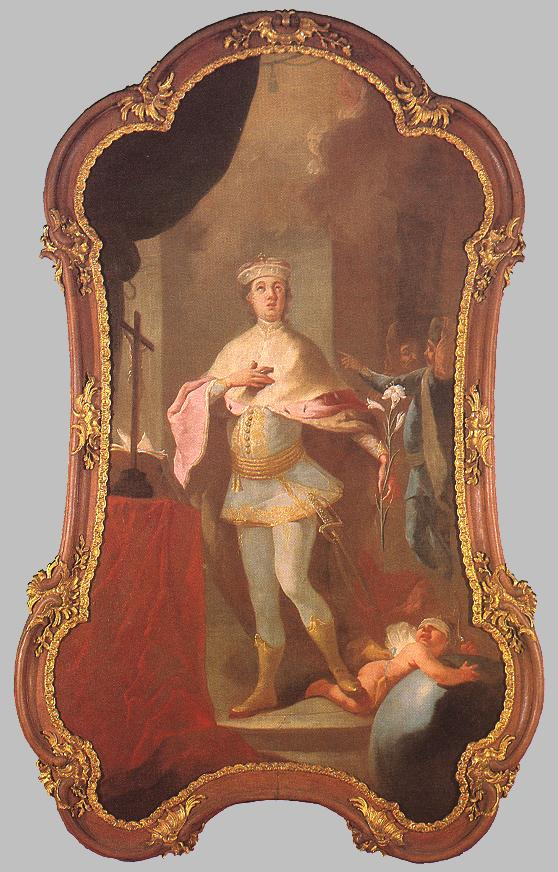
Jan Ignác Cimbal: Sv. Emerich
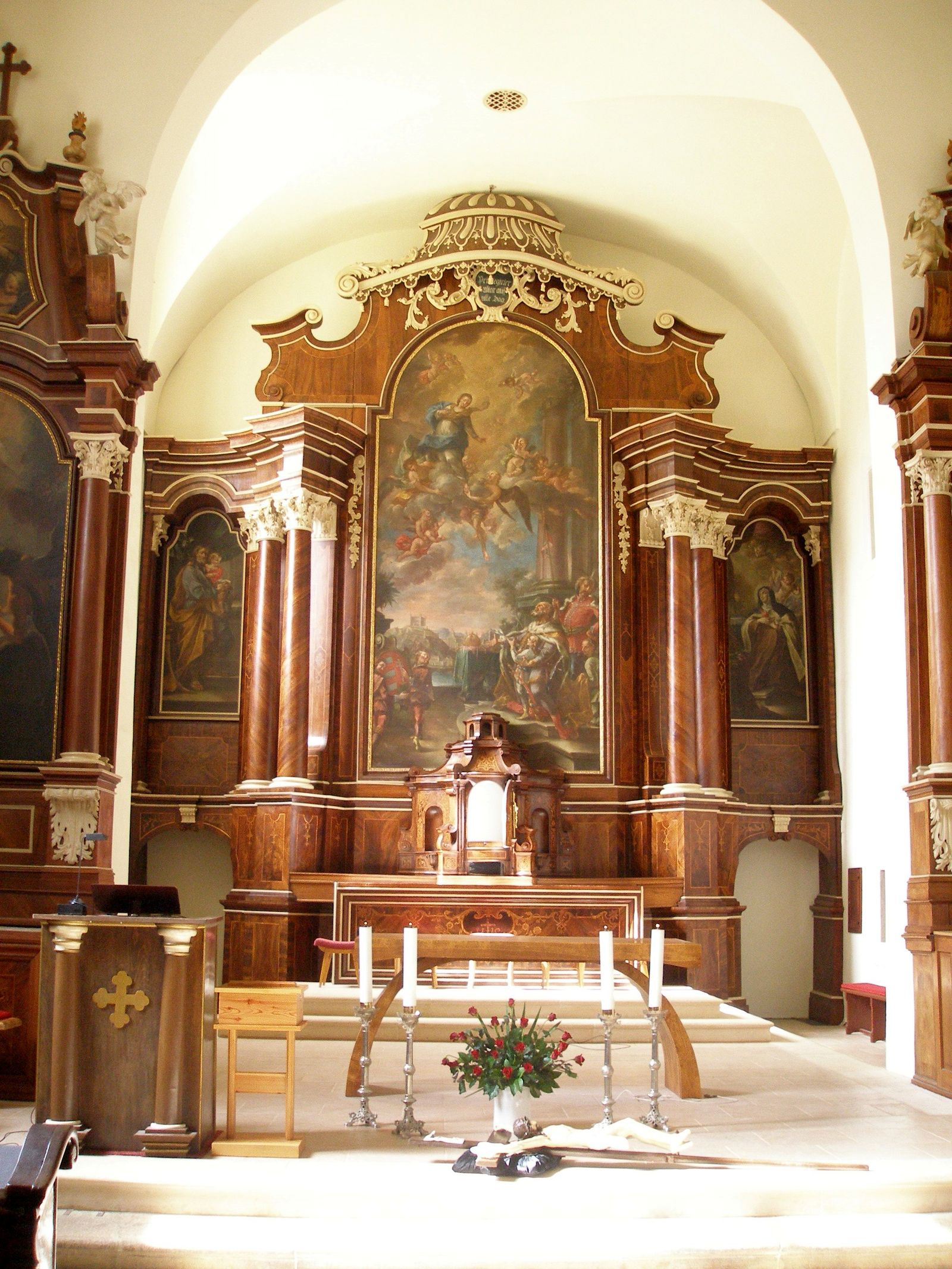
Oltář sv. Štěpána a Emericha, Bratislava
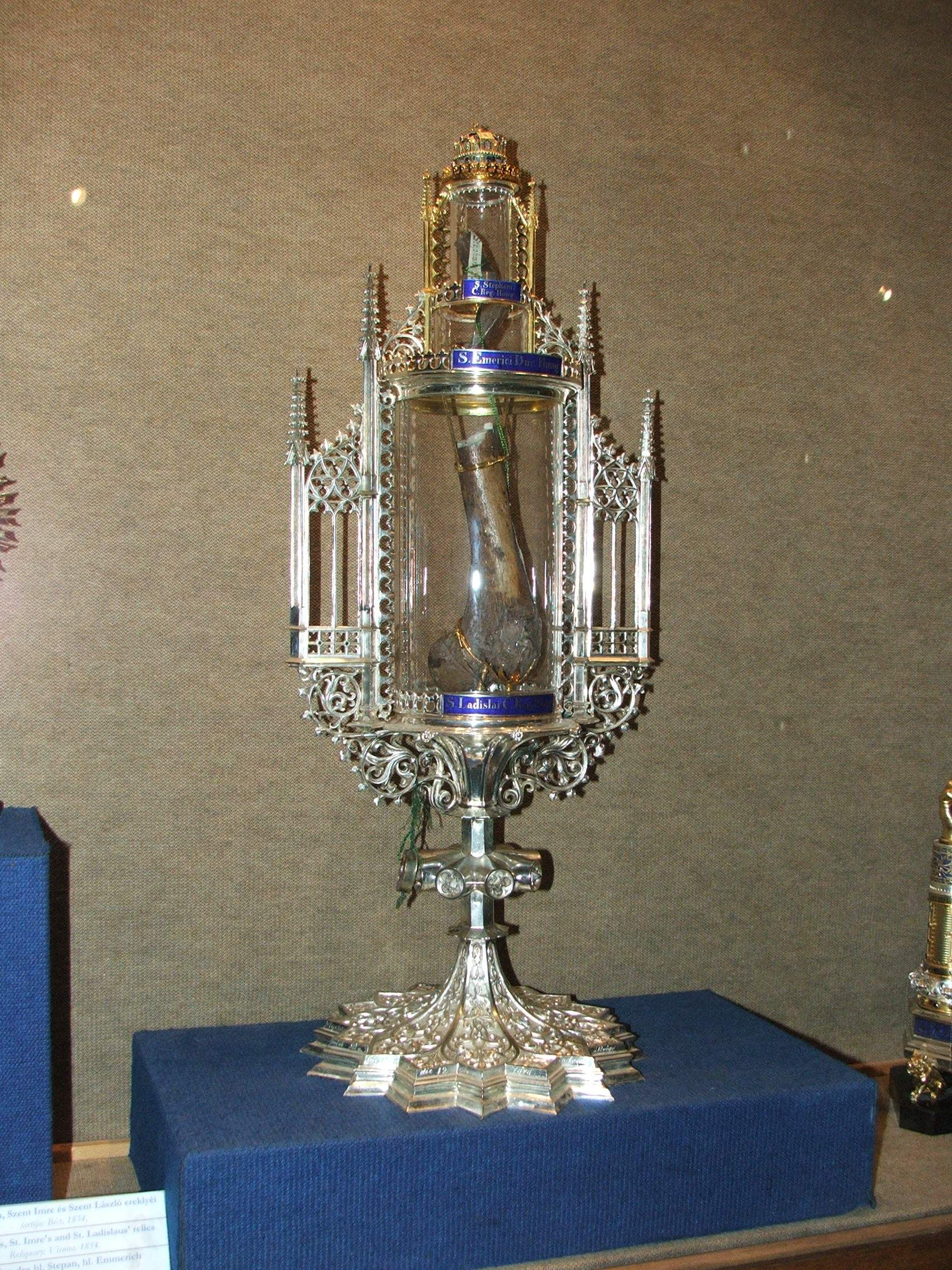
Relikviář, katedrála v Ostřihomi
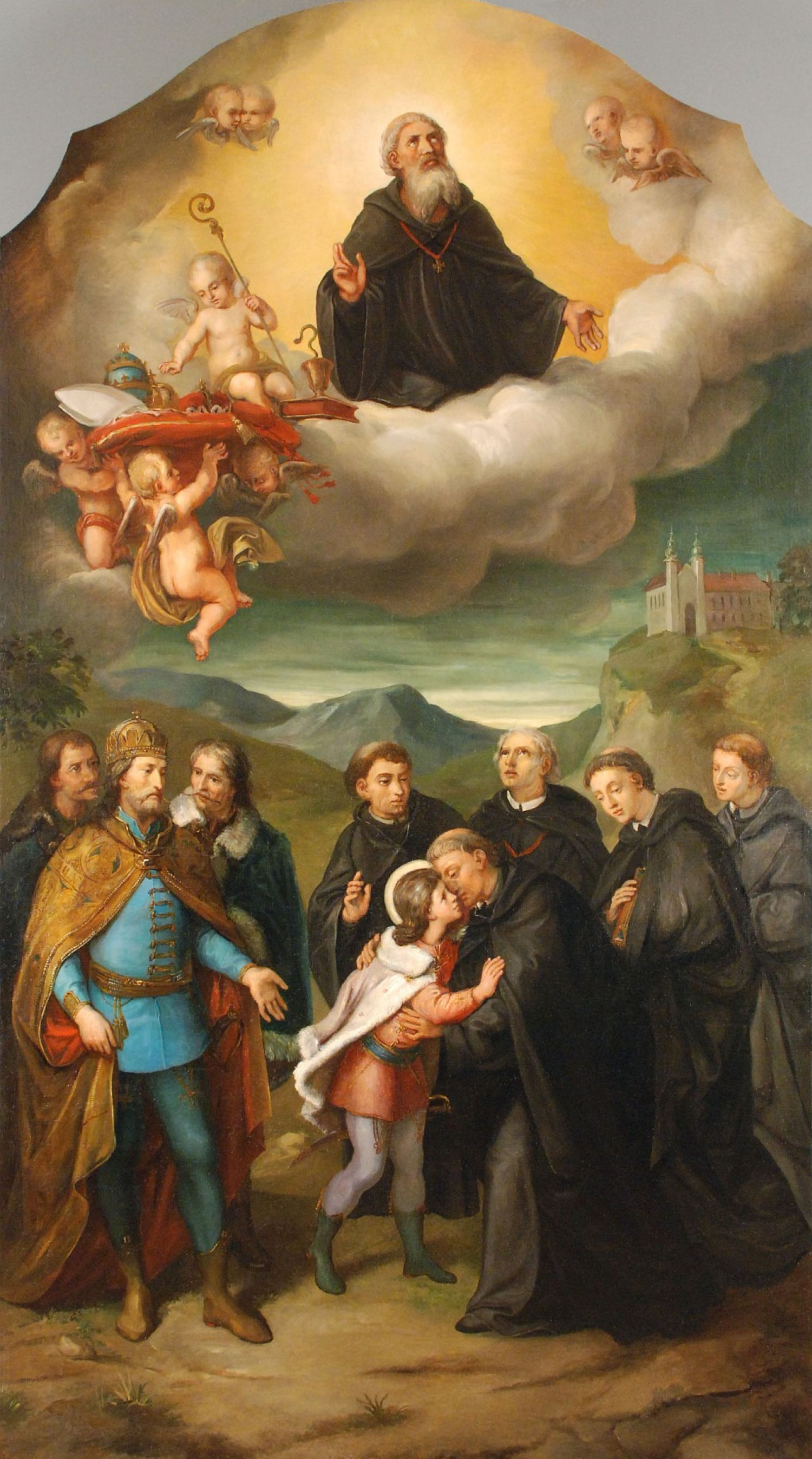
Emerich předán benediktinům, asi 1875
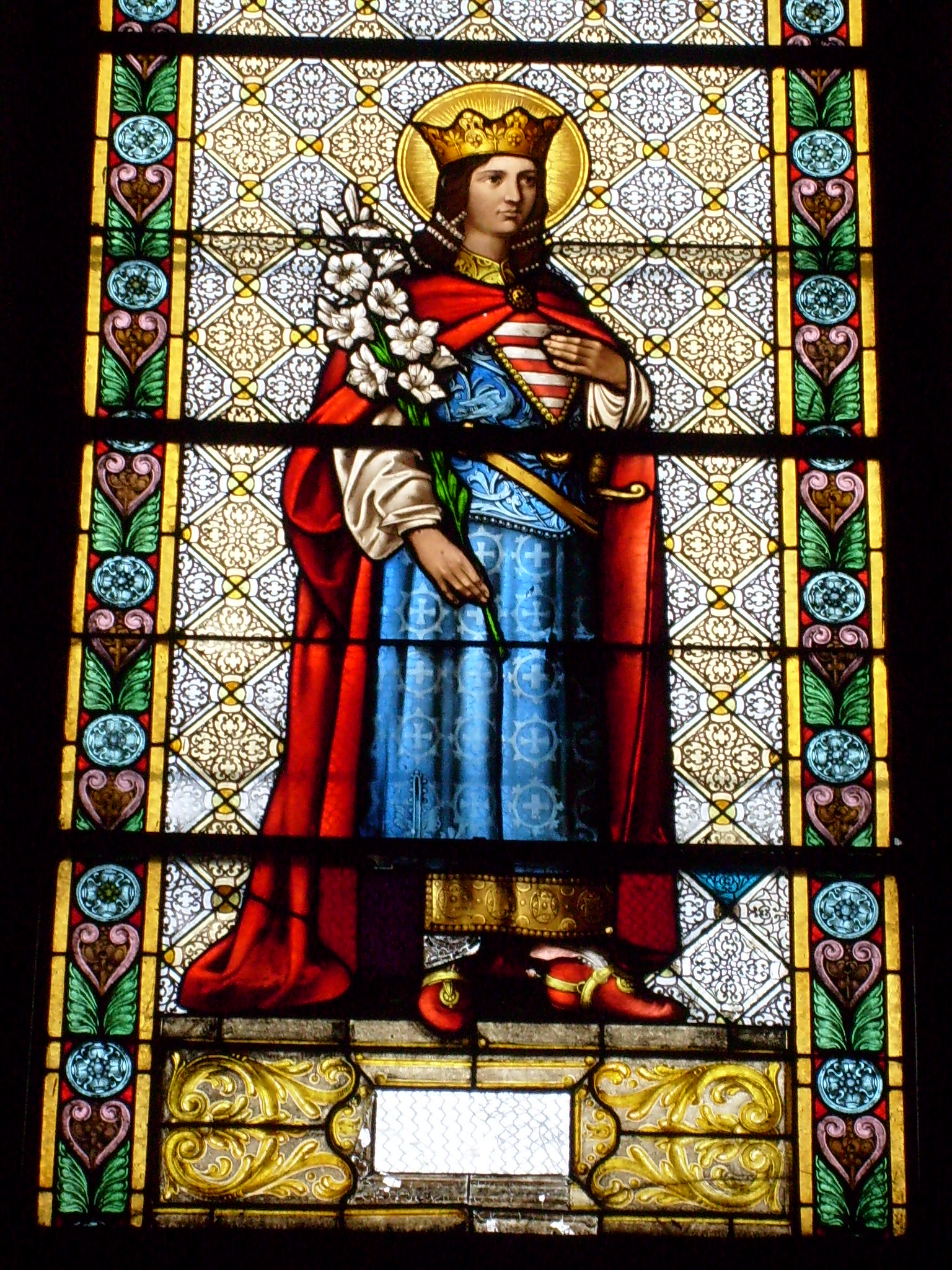
Okno z katedrály v Kluži, 19. století
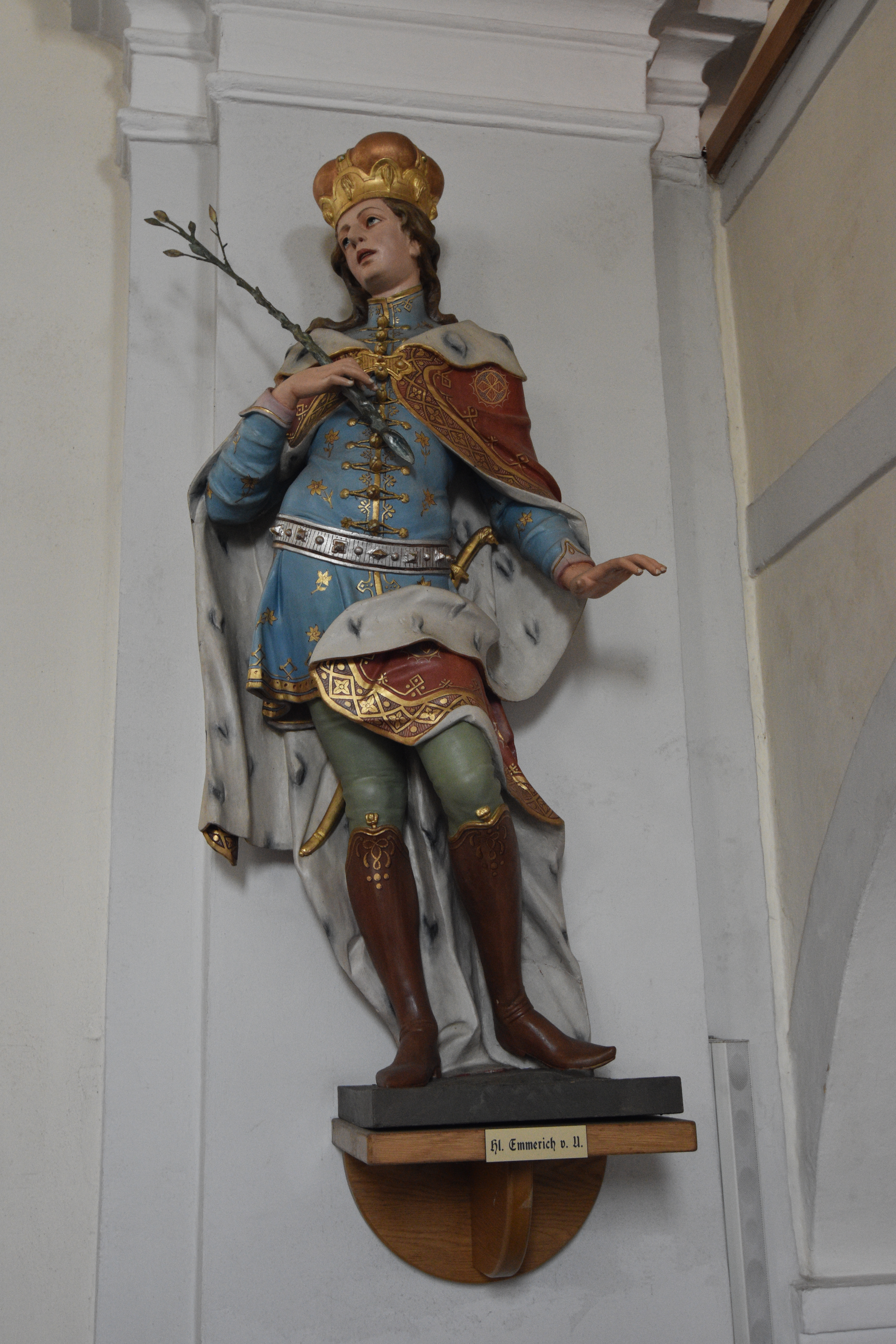
Barokní socha z kostela v Kematen
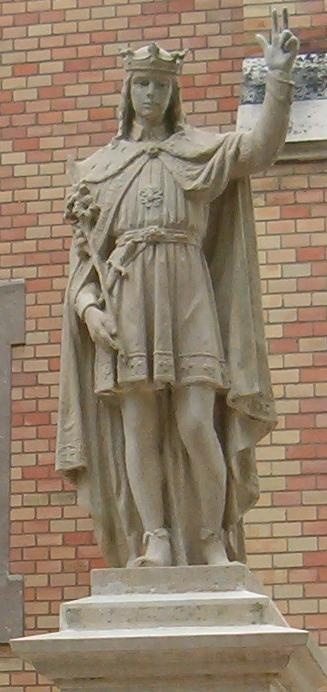
Socha v Máriaremete, 19. století
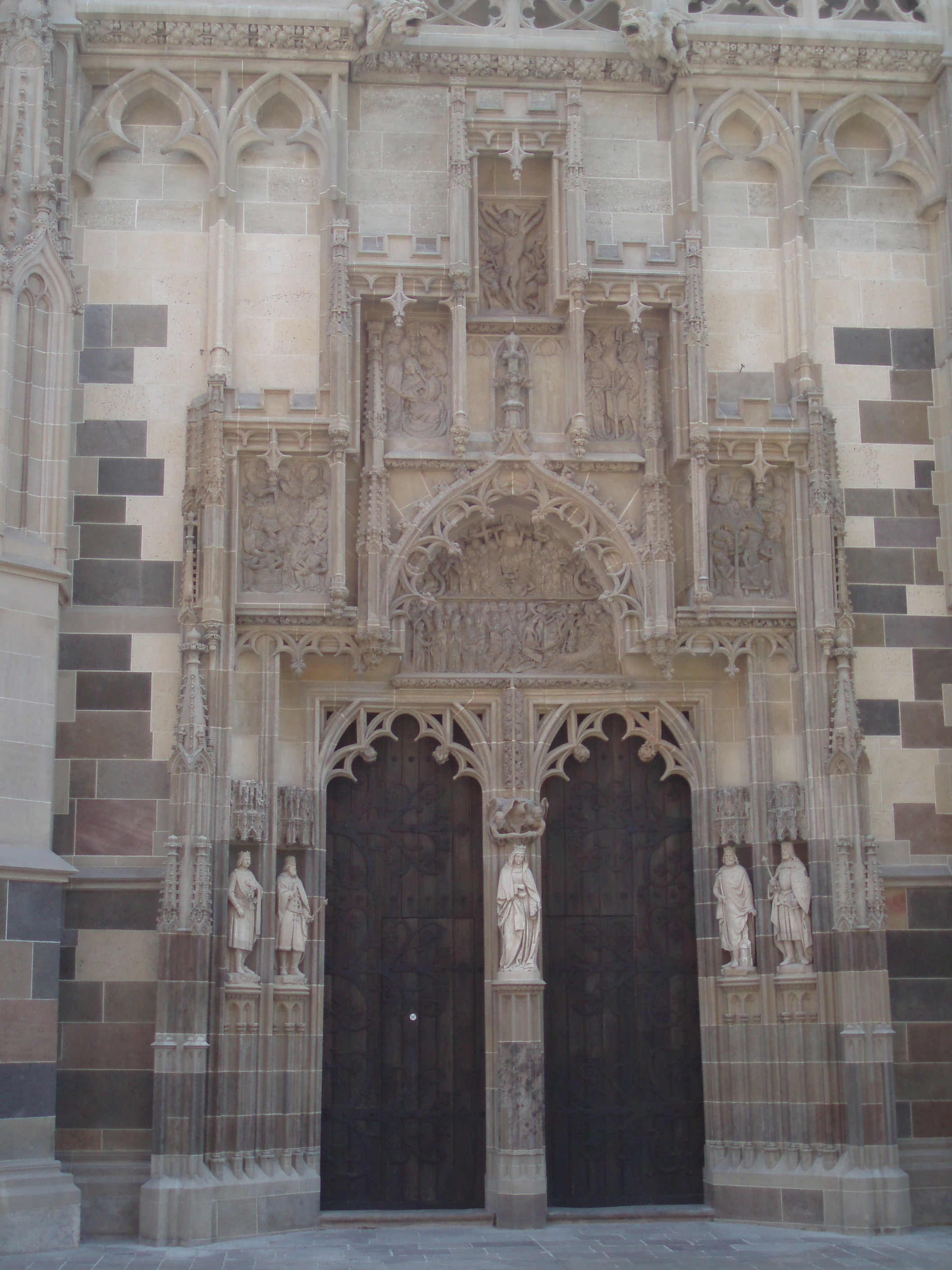
Severní portál dómu, Košice